# 中埜広太郎
中埜 広太郎（廣太郎、なかの ひろたろう、1858年6月11日（安政5年5月1日） - 1927年（昭和2年）11月7日）は、日本の政治家、衆議院議員（3期）。

## 経歴
摂津国島下郡小野原村(のち、大阪府三島郡豊川村、現・箕面市と茨木市)に生まれる。和漢学、弓術、馬術、剣術を学ぶ。農業を営み、新田村(現・豊中市と吹田市)長、町村組合会議員、地押調査委員、徴兵参事員、大阪府会議員、同常置委員となる。また、三島実業銀行、三島煉瓦各(株)取締役を務めた。
1894年3月の第3回衆議院議員総選挙において大阪5区から自由党公認で立候補したが落選。同年9月の第4回衆議院議員総選挙では無所属で立候補して初当選。1898年3月の第5回衆議院議員総選挙では自由党公認で立候補して再選。同年8月の第6回衆議院議員総選挙では憲政党公認で立候補して三選を果たした。1902年の第7回衆議院議員総選挙は不出馬。1927年に死去した。